# Wolf Günther Dieffenbach
Wolf Günther Dieffenbach (* 1933) ist ein deutscher Sportfunktionär.

## Ausbildung und Beruf
Nach dem Abitur (1952), dem Studium der Rechtswissenschaften (1952–1955 in Köln und Tübingen) und dem 2. juristischen Staatsexamen (1959 in Stuttgart) trat Dieffenbach 1960 als Beamter in den Dienst des Landes Baden-Württemberg. Von 1964 bis 1991 war er im Kultusministerium, später Wissenschaftsministerium des Landes Baden-Württemberg, zuletzt als Referatsleiter, tätig. 1991 wurde er zum Vorstandsmitglied und Geschäftsführer der vom Land Baden-Württemberg als öffentlich-rechtliche Stiftung neu gegründeten Akademie für Technikfolgenabschätzung in Stuttgart berufen, eine Funktion, die er bis zu seiner Pensionierung im Jahre 1998 innehatte.

## Ehrenamtliche Tätigkeiten
Von 1998 bis 2004 war Dieffenbach ehrenamtlicher Koordinator des Initiativkreises Stuttgarter Stiftungen.
Anschließend beteiligte er sich als Seniorpartner an dem Projekt Startklar der Landeshauptstadt Stuttgart, mit dem Hauptschülern der Übergang in den Beruf erleichtert werden soll, und leistete ehrenamtlich Hausaufgabenbetreuung in einer Grund- und Hauptschule.

## Sport
1950 begann Wolf Dieffenbach mit dem Fechten beim Turnverein Cannstatt. 1952 wurde er Pressewart, 1965 (bis 1981) Vorsitzender der Fechtabteilung des TVC. Ab 1966 war er bei nationalen und internationalen Wettkämpfen als Kampfleiter eingesetzt. Dem Vorstand des Württ. Fechterbundes gehörte er ab 1967 als Obmann für das Kampfrichterwesen, von 1974 bis 2005 als Vizepräsident an. Von 1976 bis 1994 war Dieffenbach als Vizepräsident "Internationale Angelegenheiten" Mitglied des Vorstandes des Deutschen Fechter-Bundes. 1977 wurde er in die Regelkommission der Fédération Internationale d’Escrime (FIE) gewählt, der er bis 2004 angehörte und die er von 1987 bis 1992 als Präsident leitete. Von 1989 bis 1992 war er Mitglied des Exekutivkomitees der FIE.
Zwischen 1978 und 1992 war Dieffenbach mehrfach Mitglied und Präsident von Technischen Direktorien bei Fechtweltmeisterschaften der Aktiven und Junioren. Bei den Olympischen Spielen 1984 in Los Angeles war er Mitglied des Technischen Direktoriums der Fechtwettkämpfe, bei den Olympischen Spielen 1988 in Seoul und 1992 in Barcelona Technischer Delegierter der FIE.

## Ehrungen
- 1986 Bundesverdienstkreuz am Bande[1]
- 1989 Ehrenmitglied des Internationalen Fechtverbandes (FIE)
- 1996 Ernennung zum Sportpionier der Landeshauptstadt Stuttgart,

Ehrenmitglied Deutscher Fechter-Bund
- 2003 Bundesverdienstkreuz 1. Klasse[2]
- 2005 Ehrenmitglied des Württ. Fechterbundes
- 2007 Ehrenmitglied des TV Cannstatt

Dieffenbach lebt mit seiner Frau Marlis, mit der er seit 1960 verheiratet ist, in Stuttgart-Bad Cannstatt.